# اچ‌ام‌اس اجین‌کورت (۱۸۶۵)
اچ‌ام‌اس اجین‌کورت (۱۸۶۵) (به انگلیسی: HMS Agincourt (1865)) یک کشتی بود که طول آن ۴۰۰ فوت (۱۲۱٫۹ متر) بود. این کشتی در سال ۱۸۶۵ ساخته شد.